# Jandaia-coquinho
O periquito-rei ou jandaia-coquinho (nome científico: Eupsittula aurea) é uma espécie de ave da ordem dos psittaciformes e da família psittacidae.

No Brasil a ave também é conhecida também como:  periquito-estrela, jandaia-estrela, aratinga-estrela, curica estrela (no Piauí), jandaia, ararinha e maracanã-de-testa-amarela (no Amapá).
Pode ser encontrada nos seguintes países: Argentina, Bolívia, Brasil, Paraguai, Peru e Suriname. No Brasil essa ave é uma das representantes mais numerosas de sua família, por isso apresenta uma ampla distribuição ao longo do território brasileiro. Ocorre comumente ao norte do rio Amazonas (porém em algumas regiões como Faro no Pará), no Amapá, e principalmente na margem sul do rio Amazonas até o Paraná.
Os seus habitats naturais são: florestas subtropicais ou tropicais úmidas de baixa altitude, savanas áridas, campos de gramíneas de baixa altitude subtropicais ou tropicais sazonalmente úmidos ou inundados e florestas secundárias altamente degradadas.
Em Franca, no interior do estado de São Paulo, podemos vê-los facilmente em praticamente qualquer mata ao redor da cidade e também em praças e áreas verdes, como por exemplo a praça da matriz e outras praças onde haja palmeiras frutíferas, pois eles visitam as praças a procura dos coquinhos das palmeiras, cuja é uma de sua principal fonte de alimentação.
São frequentemente vista em bandos. Também desloca-se com bastante velocidade, fazendo uma série de rápidas batidas com as asas, intercaladas com outras de asas fechadas.
Mesmo o estado se conservação da ave seja considerado pouco preocupante,a ave está na Lista Vermelha da Bahia ou Lista de espécies ameaçadas de extinção. A espécie já desapareceu em extensões grandes na Argentina. É amplamente comercializada, frequente em cativeiro e devido sua plumagem colorida e chamativa é frequentemente vitima de tráfico.
O nome "periquito-rei" foi selecionado como nome vernáculo técnico para a espécie pelo Comitê Brasileiro de Registros Ornitológicos.

## Características
Mede cerca de  27 cm e seu peso é em torno de 84 gramas. Sua plumagem é predominantemente verde, sua testa apresenta uma faixa de tom laranja/pêssego igualmente ao redor de seus olhos, porém essa coloração laranja é cinza em pássaros mais juvenis e sua parte de trás da cabeça e da nuca são azuis, a cor do ventre é verde amarelado e o seu o bico é preto e os pés são cinzas. Não apresentam dimorfismo sexual, ou seja, os machos e as fêmeas não apresentam diferenças visuais discrepantes. Seu tempo de amadurecimento é de 2 anos. Podem reproduzir a voz humana, sendo capaz de repetir algumas palavras. Podendo também assobiar com frequência aprendendo com certa facilidade a assobiar hinos e músicas.
É importante destacar que o som emitido por essas aves, varia de acordo com as espécies e o horário do dia, geralmente vocalizam mais no início da manhã e final da tarde. Esse é o período de maior agitação, por conta disso, é muito fácil identificar essas aves quando passam pelas ruas no início da manhã e final da tarde, devido ao barulho alto que fazem.

## Alimentação
Prefere se alimentar das sementes encontradas nas frutas do que suas polpas e usa os pés para segurar o alimento fazendo uma pequena incisão com o seu bico no fruto. Normalmente se alimentam de mangas, jabuticabas, goiabas, laranjas, mamões, mulungus, tapiá, tanheiro, laranja, banana, caju e sementes de palmeira. Sua alimentação também é composta de flores e cupins alados, e em cativeiro o Periquito-rei tem uma boa aceitação ao ser alimentado de painço branco, painço vermelho, painço preto, painço verde, alpiste, aveia, senha e milho verde cru.  em cativeiro basicamente se dá (alpiste, girassol e aveia em pequenas quantidades, milho alvo de diversos tipos e etc.), para uma alimentação balanceada que é muito importante para o crescimento da ave é recomendável dar , legumes e frutas como: maçã, uva, figo, pêssego (a maçã em especial é de suma importância para a lubrificação do trato intestinal), gostam muito de milho verde e amendoim. Rações extrusadas e mistura de sementes específicas para esta espécie podem ser encontradas em lojas especializadas.

## Reprodução
Seu amadurecimento sexual é de 2 anos e o período em que o periquito-rei se reproduz é de 4 meses, de setembro a dezembro. Normalmente fazem seus ninhos em troncos ocos de arvores ou palmeiras, mas também utiliza-se de buracos em rochas erodidas, até mesmo barrancos e cupinzeiros. Esses cupinzeiros geralmente tem forma circular e são encontrados em árvores do cerrado, entre 1,5 e 5,0 metros de altura. O ninho do periquito-rei não interfere na vida dos cupins, pois eles ocupam uma parte do cupinzeiro que não foi escavada pela aves e selam as galerias expostas.
Em pouco menos de 2 meses, os filhotes deixam o ninho. No período da incubação, a fêmea precisa de pouco menos de 1 mês para incubar os seus ovos, e não deve ser perturbada. Em cativeiro no período de criação, pode acontecer dos pais matarem seus filhotes logo apos a eclosão ou por não saberem alimenta-los, se caso isso acontecer é recomendável dar uma segunda chance aos pais para eles aprenderem a criar os seus novos filhotes. E em menos de um mês eles deixam os seus ninhos.
A postura da ave fêmea é de somente 03 a 04 ovos, algumas vezes podem estar infecundos ou os filhotes morrem dentro do ovo, podem fazer até três posturas por ano. Ovo mede 27.4 x 22.0 mm, e quando nascem e os pais os alimentam de sementes e frutos quebrados regurgitam no bico dos filhotes. Vivem em casais monogâmicos, que permanecem unidos por toda vida. É comum encontrá-las em bandos.
Para a ave ser criada como pet, é interessante tira-la do ninho apos 15 a 20 dias do seu nascimento e trata-la na mão, assim ela ficará mais mansa e se acostumará com a presença de humanos.

## Cuidados em cativeiro
Como todas as espécies deste grupo, necessitam de muita interação. Tornam-se extremamente dóceis quando manejados diariamente. São aves ativas, sociáveis e inteligentes. Em cativeiro temos que ter o cuidado, e isto se aplicam a todas as espécies de psitacídeos, para que eles sejam os mais felizes possíveis. Uma ave que passa a maior parte do seu tempo sozinha em casa, exposta a ruídos estranhos e sem nenhuma forma de distração não é uma ave feliz. Papagaios e periquitos são aves muito sociáveis que precisam da companhia de outras aves ou de pessoas, pois eles querem atenção e as melhores condições de bem-estar  possíveis, para que não fiquem tristes e estressadas, chegando mesmo a arrancar as próprias penas e até as próprias unhas, casos que depois são muito difíceis de corrigir. Então o fornecimento de brinquedos e atenção diária é importante, pois irá otimizar seu tempo e diminuir o stress natural proporcionado pelo cativeiro.
A exposição direta ao vento e a friagem é prejudicial à saúde do animal por isso é necessário construir viveiros cobertos em locais protegidos do vento frio e sol em excesso, e para que possam gastar sua energia as dimensões do viveiro é recomenda-se que seja de 1x1,2x2m (não é uma medida padrão), com telas galvanizadas e fios arrendondados para evitar que destruam as penas. A troca de água e limpeza do viveiro deve ser feita diariamente, os comedouros devem ser limpos frequentemente para evitar formação de bolor pelo resto dos alimentos. É recomendável deixar sempre uma água limpa disponível , pois as aves gostam de tomar banho. Acredita-se que a ave possa viver em cativeiro, com os devidos cuidados entre 20 e 30 anos e que consiga reproduzir até os 15 anos ou mais.

## Cuidados com os filhotes
Os filhotes são bem frágeis, então é necessário um bom manejo para que eles possam crescer saudáveis. Deixa-los expostos em locais muito frio pode acarretar sua morte, pois eles não conseguiram levantar sua cabeça e consequentemente a mãe não conseguirá alimenta-los. Então é interessante que em lugares de clima frio se use serragem como forro dos ninhos, e em locais de clima quente se use areia.